# Akile szultána
Akile vagy Akile Rukiye Hanim szultána, II. Oszmán oszmán szultán hites felesége.
1607-ben született  Hocazade Esad Efendi lányaként, mivel muszlim nő volt, házassága Oszmánnal nagy felháborodást keltett.
1622-ben házasodtak össze, Oszmánt még ez év májusában kivégezték, Akile csak novemberben adott életet közös gyermekeiknek, Mustafa hercegnek és Zeynep szultánának.

## Gyermekei
- Mustafa herceg (1622–1623)
- Zeynep szultána (1622–?)